# Gardizi
Abū Saʿīd ʿAbd-al-Ḥayy ibn Żaḥḥāk ibn Maḥmūd Gardīzī (perzijsko ابوسعید عبدالحي بن ضحاك بن محمود ڪردیز ی), bolj znan kot Gardizi (ڪردیزی), je bil perzijski  zgodovinar in državni uradnik iz 11. stoletja, * ni znano, † 1061. 
Znan je po svoji knjigi Zajn al-akbar (poslovenjeno Biseri novic, Okras novic ali Lepota pripovedi), eni najzgodnejših zgodovinskih knjig, napisanih v novi perzijščini. 
O Gardiziju osebno je malo znanega. Po imenu sodeč je bil verjetno iz Gardiza v pokrakini Zamindawar, zdaj Afganistan. Njegovemu očetu je bilo ime Zahhak. Svojo kariero je začel kot uradnik gaznavidskega monarha Mahmuda Gaznijskega (vladal 998–1030) in bil očividec mnogo dogodkov, ki so se zgodili med Mahmudovim vladanjem. V svoji knjigi Zajn al-akbar je zavzel nepristranski pogled na zgodovino, kar je bilo v tistem času dokaj izjemno. Knjiga vsebuje zgodovino predislamskih vladarjev Irana, preroka Mohameda in kalifov do leta 1032. Vanjo je vključena zgodovina arabskega osvajanja Horasana, za katero se verjame, da je Gardizi kot vir uporabljal al-Salamija. Njegova zgodovina Turkov je bila napisana z uporabo Ibn Hordadbeha, Džajhanija in Ibn al-Mukafa kot virov.
Gardizi je bil morda al-Birunijev učenec, saj so v Zajn al-akbar informacije o indijskih praznikih.